# Municipio de Highland (condado de Osceola)
El municipio de Highland (en inglés: Highland Township) es un municipio ubicado en el condado de Osceola en el estado estadounidense de Míchigan. En el año 2010 tenía una población de 1250 habitantes y una densidad poblacional de 12,9 personas por km².

## Geografía
El municipio de Highland se encuentra ubicado en las coordenadas 44°7′27″N 85°15′24″O / 44.12417, -85.25667. Según la Oficina del Censo de los Estados Unidos, el municipio tiene una superficie total de 96.91 km², de la cual 96,81 km² corresponden a tierra firme y (0,11 %) 0,1 km² es agua.

## Demografía
Según el censo de 2010, había 1250 personas residiendo en el municipio de Highland. La densidad de población era de 12,9 hab./km². De los 1250 habitantes, el municipio de Highland estaba compuesto por el 98,8 % blancos, el 0,24 % eran afroamericanos, el 0,16 % eran asiáticos, el 0,24 % eran de otras razas y el 0,56 % eran de una mezcla de razas. Del total de la población el 1,28 % eran hispanos o latinos de cualquier raza.